# Porospora penaeus
Porospora penaeus is een soort in de taxonomische indeling van de Myzozoa, een stam van microscopische parasitaire dieren. Het organisme komt uit het geslacht Porospora en behoort tot de familie Porosporidae. Porospora penaeus werd in 1954 ontdekt door Sprague.